# Opération Napfkuchen
Seconde Guerre mondiale
Batailles
Opérations anti-partisans en Croatie
L'opération Napfkuchen (Cupcake) est une opération anti-partisans menée par les forces allemandes et croates du 3-6 janvier 1944 en Yougoslavie.

## But de l'opération
Cette opération qui fait partie de l'opération Waldrausch était destinée à rouvrir la ligne de communication au Sud de la ligne Zenica - Travnik - Jajce en laissant des points d'appuis et de rassemblements à Derventa, Doboj et Teslić.
| \| Zenica Travnik Jajce Derventa Doboj Teslić \| |
| Zenica Travnik Jajce Derventa Doboj Teslić       |

## Forces en présence
Forces de l'Axe
 Reich allemand
- 187. Reserve-Div. (éléments)
- 1re division de cavalerie cosaque
- Gebirgsjäger-Regiment 98 du 1. Gebirgs-Division

 État indépendant de Croatie
- 1re brigade de chasseurs
- 5e régiment de chasseurs de la 3e brigade de chasseurs

 Tchetniks
- Éléments tchetniks

Résistance
 Partisans
- 11e division d'assaut (NOVJ)
- 12e division (NOVJ)
- Détachement de Prnjavor (NOP)
- Détachement de Doboj-Derventa (NOP)

## L'opération
Durant cette action, qui faisait partie d'une opération plus large appelée « opération Waldrausch », les forces de l'Axe ont avancé rapidement vers leurs objectifs. Prnjavor a été pris le 4 janvier et les troupes de partisans en pointe à Doboj se sont rapidement déplacés vers le sud le long de la vallée de la Bosna jusqu'à Zenica, puis à l'ouest vers Travnik et Jajce.

## Bilan
Les pertes concernant cette opération ne sont pas connues.